# Juri Georgijewitsch Schargin
Juri Georgijewitsch Schargin (russisch Юрий Георгиевич Шаргин, wiss. Transliteration Jurij Georgievič Šargin; * 20. März 1960 in Engels, Oblast Saratow, Russische SFSR) ist ein ehemaliger russischer Kosmonaut.
Schargin machte 1982 seinen Abschluss an der militärischen Ingenieursakademie für Luft- und Raumfahrt in Leningrad. Er ist Oberstleutnant der russischen Weltraumtruppen. 1995 beendete er ein Studium als Ingenieur-Ökonom an der Militärakademie der Russischen Armee in Moskau.
Schargin wurde am 9. Februar 1996 als Kosmonaut ausgewählt. 2004 wurde er ausgewählt, um an Bord von Sojus TMA-5 als Bordingenieur zur Internationalen Raumstation zu fliegen. Er war der erste russische Kosmonaut mit einem (geheimen) militärischen Auftrag auf der ISS.
Am 30. August 2008 schied Schargin aus der aktiven Kosmonautengruppe aus und wurde Stellvertreter des Leiters eines Zentrums der Kosmischen Streitkräfte. Derzeit (2022) ist er bei Roskosmos als Stellvertreter des Leiters der Verwaltung für das bemannte Programm tätig.
Er ist geschieden und hat zwei Kinder.